# Oribis

Verbreitungsgebiet

Die Oribis (Ourebia) sind eine in Afrika verbreitete Gattung der Gazellenartigen.

## Merkmale
Oribis erreichen eine Schulterhöhe von bis zu 66 Zentimeter und wiegen bis zu 20 Kilogramm. Die Hörner besitzen eine Länge von 18 Zentimeter.
Das Haarkleid der Oribis ist oberseits rötlichbraun und unterseits weiß; an der Kehle befindet sich ein heller Fleck. Sie haben einen verhältnismäßig langen Hals, kleinere Ohren als das Steinböckchen und einen auffallenden, kurzen, an der Spitze schwarzen Schwanz. Männliche Tiere tragen kurze, gerade, teilweise geringelte Hörner.

## Verbreitung
Das große Verbreitungsgebiet der Oribis umfasst nahezu alle afrikanischen Savannen südlich der Sahara, ist aber insgesamt sehr zersplittert. Sie können in folgenden Naturschutzgebieten gefunden werden: Giant’s Castle, Chobe, Kafue, Südluangwa, Upemba, Serengeti, Akagera, Kidepo, Murchison Falls und Mt. Elgon.
Oribis kommen als Grasfresser nur in offenen, mit kurzen Gräsern bestandenen Gegenden vor. Höhere Sträucher müssen im Habitat vorhanden sein, um die notwendige Deckung zu bieten.

## Lebensraum
Die Oribis leben in kleinen Gruppen von zwei bis sieben Tieren, die aus einem ausgewachsenen Männchen sowie einigen Weibchen und Jungtieren bestehen. Gemeinschaftliche Kothaufen stecken das Revier ab. Bei Störungen geben sie einen schrillen Pfiff ab, rennen ein Stück davon, drehen sich dann um und beobachten die Ursache der Störung. Bei Gefahr kann man beobachten, wie sie mit steifen Beinen emporschnellen und dabei ihren schwarzen Schwanz aufstellen.

## Arten
- Serengeti-Oribi (Ourebia hastata (Peters, 1852))
- Sudan-Oribi (Ourebia montana (Cretzschmar, 1826))
- Südliches Oribi oder Bleichböckchen (Ourebia ourebi (Zimmermann, 1783))
- Senegal-Oribi (Ourebia quadriscopa (C. H. Smith, 1827))

## Bedrohung und Schutz
Wegen ihres wohlschmeckenden Fleisches werden diese Antilopen in zahlreichen Regionen Afrikas intensiv bejagt. Während die Gattung insgesamt nicht gefährdet ist, sind die Bestände regional stark geschrumpft. So sind einige Populationen des Serengeti-Oribi (Ourebia hastata) durch die Verfolgung bereits ausgestorben. Die somalischen Vertreter der Art werden von der IUCN als gefährdet eingestuft.

## Einzelbelege
1. ↑   Spigane, S. 194